# Hugo von Freytag-Loringhoven
Hugo Friedrich Philipp Johann Freiherr von Freytag-Loringhoven (Copenaghen, 20 maggio 1855 – Weimar, 19 ottobre 1924) è stato un generale tedesco. Scrittore di questioni militari, fu insignito del Pour le Mérite nel 1916 per il suo lavoro di storico.

## Biografia
Proveniva da una famiglia tedesca baltica originaria della Vestfalia, figlio di un diplomatico, Karl von Freytag-Loringhoven (1811-1882). Entrò nell'esercito imperiale tedesco nel 1877, pochi anni dopo l'unificazione tedesca, come tenente. Dal 1887 al 1896 insegnò storia militare all'Accademia militare prussiana di Berlino. Lavorò poi per un po' per Alfred von Schlieffen, in seguito descritto come "il discepolo preferito di Schlieffen", e nel 1907 prese il comando del 12º reggimento di granatieri a Francoforte sull'Oder. Nel 1910 divenne Oberquartiermeister e nel dicembre 1913 prese il comando della 22ª divisione a Cassel.
Con la mobilitazione delle truppe nel 1914 per la prima guerra mondiale, divenne in primo luogo un ufficiale di collegamento con le forze austro-ungariche. Tornò poi alla Direzione suprema degli eserciti come Stellvertretender Generalquartiermeister (Vice Quartiermastro generale), dove diventò un consigliere non ufficiale di Erich von Falkenhayn anche se si lamentò della sua mancanza di influenza. Guidò poi brevemente il 9º Corpo di riserva, poi la 17ª Divisione di riserva, e nel settembre 1916 tornò al Comando dell'esercito supremo. Il 18 aprile 1918 fu promosso a generale di fanteria.
Suo figlio Leopoldo sposò l'artista e poetessa dadaista Elsa von Freytag-Loringhoven.